# Itterbio
L'itterbio è l'elemento chimico di numero atomico 70 e il suo simbolo è Yb.
È un metallo tenero di colore argento ed appartiene al gruppo delle terre rare. Si trova nei minerali gadolinite, monazite e xenotime, spesso associato all'ittrio e agli altri lantanoidi.

## Caratteristiche
L'itterbio è un elemento di aspetto metallico lucente; è tenero, malleabile e abbastanza duttile. Viene facilmente dissolto dagli acidi, lentamente reagisce con l'acqua e si ossida per esposizione all'aria. A temperature elevate si incendia spontaneamente convertendosi nel suo ossido.
Dell'itterbio esistono tre forme allotropiche, α, β e γ, le cui temperature di conversione sono −13 °C e 795 °C. La forma β, che esiste a temperatura ambiente, ha un reticolo cristallino cubico a facce centrate.
Normalmente la forma β possiede la conducibilità elettrica tipica dei metalli, ma diventa un semiconduttore quando esposto a pressioni attorno a 16000 atm.

## Applicazioni
Un isotopo dell'itterbio trova uso come fonte di raggi gamma in dispositivi portatili per controlli non distruttivi.
L'itterbio viene usato come additivo all'acciaio inossidabile per migliorarne la grana, la forza ed altre proprietà reologiche.
Alcune leghe contenenti itterbio hanno trovato uso in odontoiatria. Alcuni suoi sali sono usati per la produzione di dispositivi laser.
Più recentemente l'isotopo 171Yb è stato utilizzato nella realizzazione di orologi atomici grazie alla precisione della frequenza di una riga di emissione nel giallo alla frequenza di 518'295'836'590'863.59(31) Hz

## Storia
L'itterbio è stato scoperto dal chimico svizzero Jean Charles Galissard de Marignac nel 1878. Marignac individuò un nuovo componente nella terra nota come erbia e lo chiamò itterbia, dal nome della cittadina svedese di Ytterby.
Nel 1907 il chimico francese Georges Urbain separò l'itterbia di Marignac in due frazioni: la neoitterbia e la lutezia. La neoitterbia venne successivamente identificata come l'elemento itterbio e la lutezia venne riconosciuta essere l'elemento lutezio.
Anche Auer von Welsbach isolò indipendentemente questi elementi dall'itterbia in un periodo simile e li chiamò aldebaranio e cassiopeio.
Le proprietà chimiche e fisiche dell'itterbio non furono determinate in dettaglio fino al 1953 quando venne prodotto l'itterbio puro.

## Disponibilità
L'itterbio si trova in alcuni rari minerali, accompagnato ad altri elementi del gruppo delle terre rare. La sua principale fonte commerciale è la monazite che ne contiene lo 0,03%.
L'itterbio è difficile da separare dagli altri elementi ad esso simili; solo in tempi recenti è stato possibile isolarlo attraverso tecniche di estrazione e scambio ionico.
I composti chimici dell'itterbio sono rari.

## Isotopi
L'itterbio in natura si compone di 7 isotopi stabili; 168Yb, 170Yb,171Yb,172Yb,173Yb,174Yb,176Yb, di cui il più abbondante è 174Yb (31,8%).
Dell'itterbio sono noti 22 isotopi radioattivi di cui i più stabili sono 169Yb (con emivita di 32,026 giorni), 175Yb (4,185 giorni) e 166Yb (56,7 ore). Tutti gli altri hanno emivite inferiori alle 2 ore e la maggior parte di essi inferiore a 20 minuti. Ne esistono anche 6 stati metastabili ed il più stabile di essi è 169mYb (emivita di 46 secondi).
La principale modalità di decadimento degli isotopi più leggeri di 174Yb è la cattura elettronica con conversione in isotopi di tulio; quelli più pesanti subiscono invece preferenzialmente un decadimento beta con conversione in isotopi di lutezio.

## Precauzioni
Benché l'itterbio sia abbastanza stabile, è meglio conservarlo in contenitori sigillati, per proteggerlo dal contatto con l'aria e l'umidità. La polvere di itterbio metallico può incendiarsi spontaneamente all'aria.
Tutti i composti dell'itterbio sono considerati tossici; sono noti per causare irritazione alla pelle e agli occhi e sono sospetti cancerogeni.